# Пиран Корнуолльский
Пиран (VI век) — отшельник из Падстоу. Дни памяти — 5 марта, 18 ноября.

## Житие
Имеется мнение, что святой Пиран, или Пирин, или Перран происходил из Ирландии. Тамошние язычники привязали к нему мельничный жёрнов и сбросили с утёса в штормящее море. Море тотчас успокоилось, и он благополучно добрался до песчаных пляжей, ныне именуемых Перранзабулоэ (Perranzabuloe) в Корнуолле. Святой стал жить отшельником недалеко от Падстоу, Корнуолл, но в Перранзабулоэ к нему пришли многие христиане, и они основали монастырь Ланпиран (Lanpiran), в котором святой Пиран стал настоятелем.
Он считается покровителем тамошних оловянных рудников и часто ошибочно отождествляется со святым Киаран Сайгирский (Ciarán of Saigir). Выплавка олова в Корнуолле была известна ещё до захвата тех краёв римлянами. Но впоследствии её секрет был утрачен. По преданию, однажды на чёрном от копоти домашнем очаге святого, сделанном, быть может, из оловянной руды, выплавился белый крест, как это можно видеть на флаге.
Считается, что святой был погребён в Перранзабулоэ. Впоследствии его мощи были обретены и розданы по всей стране, в частности, помещены в собор Эксетера. В реликварии старого храма в Перранзабулоэ пребывала его святая глава.
Храмы в Перранутно и в Перранарвортале были посвящены святому Пирану. Также в его честь освящены источники в Перранвелле и в Пробусе. В честь святого названы селение Перранпорт (Perranporth) в Корнуолле и селения Лок-Пезран (Loc-Pezran) и Сен-Перан (Saint-Péran) в Бретани.